# Sangha (fiume)
Il Sangha, un fiume dell'Africa centrale, è un affluente del Congo.  Attraversa il Camerun, la Repubblica del Congo, e la Repubblica Centrafricana.
I suoi affluenti comprendono il Ngoko, il Mambere, e il Kadei.
Vi sono diverse piantagioni di caffè lungo tutto il Sangha.